# Oncholaimus chiltoni
Oncholaimus chiltoni är en rundmaskart. Oncholaimus chiltoni ingår i släktet Oncholaimus, och familjen Oncholaimidae. Arten är reproducerande i Sverige.